# Богацька-Шклярня
Богацька-Шклярня (пол. Bogacka Szklarnia, нім. Bodländer Glashütte) — село в Польщі, у гміні Ключборк Ключборського повіту Опольського воєводства.
Населення — 181 особа (2011).

## Демографія
Демографічна структура станом на 31 березня 2011 року:
|          | Загалом | Допрацездатний вік | Працездатний вік | Постпрацездатний вік |
| -------- | ------- | ------------------ | ---------------- | -------------------- |
| Чоловіки | 88      | 16                 | 60               | 12                   |
| Жінки    | 93      | 13                 | 54               | 26                   |
| Разом    | 181     | 29                 | 114              | 38                   |